# Boulazac

Boulazac este o comună în departamentul Dordogne din sud-vestul Franței. În 2009 avea o populație de 6.603 de locuitori.

## Evoluția populației
| An        | 1975  | 1982  | 1990  | 1999  | 2006  | 2009  |
| --------- | ----- | ----- | ----- | ----- | ----- | ----- |
| Populație | 4.557 | 5.150 | 5.996 | 6.050 | 6.350 | 6.603 |